# Рокакараманико
Рокакараманико (итал. Roccacaramanico) је насеље у Италији у округу Пескара, региону Абруцо.
Према процени из 2011. у насељу је живело 6 становника. Насеље се налази на надморској висини од 1050 м.